# Emblema del Gobierno de Japón

El  Emblema del Gobierno de Japón, también llamado Emblema de la Paulownia (桐紋 kirimon?) o Emblema de las Flores de Paulownia (桐花紋 tōkamon?), es usado por el Gabinete y el Gobierno de Japón en documentos oficiales. También se emplea una versión de esta flor en el emblema oficial de la oficina del primer ministro de Japón donde se asemeja a una estilizada flor de Paulownia.
El emblema o sello, literalmente en español «Paulownia de 5-7» (五七桐 go shichi no kiri?), representa a los funcionarios democráticamente elegidos en Japón como un contraste con la flor de crisantemo del sello imperial de Japón.

## Detalles

Emblema del Clan Toyotomi.

El diseño consiste en tres inflorescencias verticales y tres hojas. El número de flores que se unen a las inflorescencias es 5-7-5.

## Historia
Es una adaptación del mon o emblema utilizado por Toyotomi Hideyoshi, el segundo de los tres grandes unificadores de Japón, quien durante el período Sengoku realizó varias reformas militares y políticas, pero que debido a sus orígenes humildes no pudo ser reconocido como Shōgun por el Emperador, por lo que era el gobernante elegido por sus iguales.